# خوان بينيتيز غاليانو
خوان بينيتيز غاليانو (بالإسبانية: Juan Benítez Galeano)‏ هو مدرب كرة قدم ولاعب كرة قدم باراغواياني في مركز الهجوم، ولد في 23 يونيو 1953 في Itacurubí de la Cordillera ‏ في باراغواي. لعب مع ديبورتيس أنتوفاغاستا.